# أولافور ستيفانسون
أولافور ستيفانسون (3 يوليو 1973 في آيسلندا - ) هو لاعب كرة يد آيسلندا في مركز ظهير ‏. شارك في الألعاب الأولمبية الصيفية 2008 والألعاب الأولمبية الصيفية 2004 والألعاب الأولمبية الصيفية 2012. وشارك مع منتخب آيسلندا لكرة اليد. أما مع النوادي، فقد لعب مع نادي الدحيل ونادي ثيوداد ريال لكرة اليد ونادي فالور ونادي ماغديبورغ لكرة اليد ونادي ماغديبورغ لكرة اليد وAG København ‏ وراين نيكار لوين وKIF Kolding ‏.

## وصلات خارجية
- أولافور ستيفانسون على موقع الاتحاد الأوروبي لكرة اليد (الإنجليزية)
- أولافور ستيفانسون على موقع أوليمبيديا (الإنجليزية)